# Tratado de El Pardo (1761)
O Tratado de El Pardo de 1761 foi um acordo diplomático assinado em 12 de fevereiro de 1761 pelos governos português e espanhol, no qual foi decidida a anulação do Tratado de Madri de 1750. As causas dessa nova assinatura foram as dificuldades enfrentadas ao longo da década de 1750 para demarcar as possessões portuguesa e espanhola da América do Sul em uma área imensa e inóspita; a chamada guerra Guaranítica, que consistiu na resistência dos indígenas e jesuítas das sete vilas do Missões Orientais do Uruguai para deixar aquele local para que pudesse ser entregue a Portugal; e a morte, produzida dois anos antes, do rei espanhol Fernando VI, com a ascensão ao trono de Carlos III, que decidiu a revisão geral dos acordos feitos com os portugueses.